# Ca n'Oliveres (Esplugues de Llobregat)
Ca n'Oliveres o Cal Calbó és una masia situada a l'antic camí ral (prop de l'actual N-340) al terme d'Esplugues de Llobregat (Baix Llobregat), catalogada com a bé cultural d'interès local.

## Història
El 1625 era propietat de Gaspar Oliveras. L'edifici actual és fruit d'una reforma, probablement a mitjans del segle xix.
L'any 1984 es demanà una urgent intervenció arquitectònica per a evitar-ne el total deteriorament.

## Arquitectura
És de planta basilical i té diferents afegits a la part posterior. La façana, molt deteriorada, està revestida de ciment, però s'hi conserven els tres arcs de la galeria superior i la cornisa sinuosa, amb volutes barroques als cantons.
La casa està envoltada per un mur de tanca que volta un jardí, antigament amb palmeres.